# Rifrazione

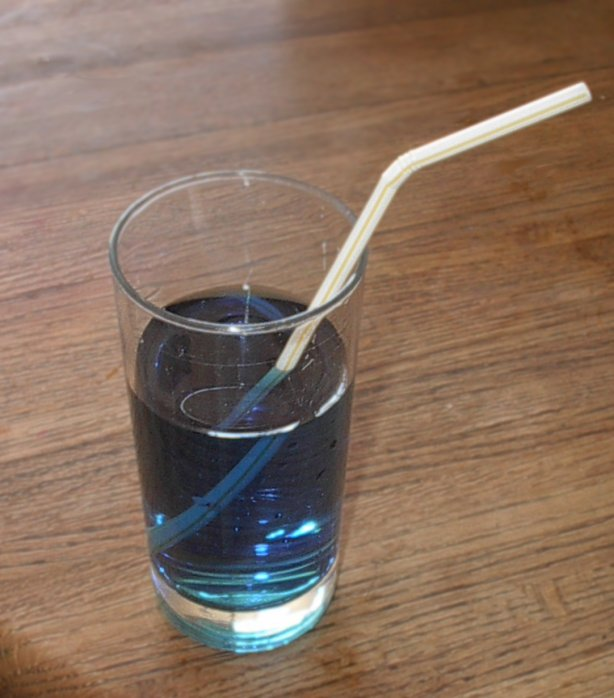
La cannuccia sembra sdoppiata, a causa della rifrazione della luce tra l'acqua e l'aria.

Il fronte d'onda quando entra in un mezzo con indice di rifrazione maggiore.

La rifrazione è la deviazione subita da un'onda che ha luogo quando questa passa da un mezzo a un altro otticamente differente nel quale la sua velocità di propagazione cambia. La rifrazione della luce è l'esempio più comunemente osservato, ma ogni tipo di onda può essere rifratta, per esempio quando le onde sonore passano da un mezzo a un altro o quando le onde dell'acqua si spostano a zone con diversa profondità.

## Spiegazione
In ottica, la rifrazione avviene quando un'onda luminosa passa da un mezzo ad un altro avente un indice di rifrazione diverso. Sul bordo dei due mezzi, la velocità di fase dell'onda è modificata, cambia direzione e la sua lunghezza d'onda è aumentata o diminuita. Per esempio, i raggi di luce si rifrangono quando entrano o escono dal vetro; la comprensione di questo concetto ha consentito l'invenzione delle lenti e del telescopio a rifrazione.

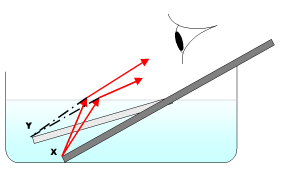
Rifrazione della luce nell'acqua. Il rettangolo scuro rappresenta la posizione vera della penna appoggiata nel bicchiere. Il rettangolo chiaro rappresenta la posizione apparente della penna. Si noti che la fine (X) sembra essere in (Y), una posizione meno profonda di (X).

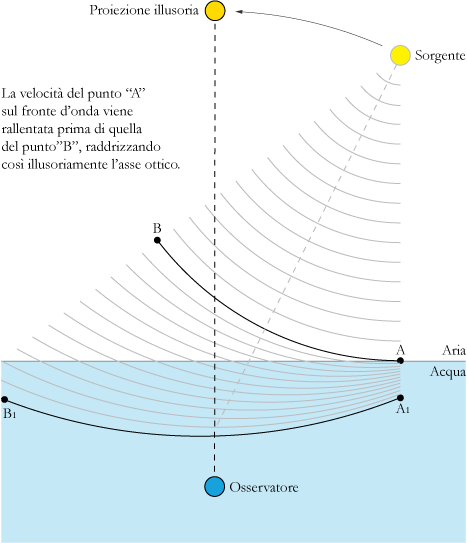
Rifrazione ondulatoria della luce.

La rifrazione può essere osservata guardando all'interno di un bicchiere pieno d'acqua. L'aria ha un indice di rifrazione di circa 1,0003, mentre l'acqua ha un indice di circa 1,33. Se si osserva un oggetto dritto, come una penna parzialmente immersa e inclinata, l'oggetto visto dalla superficie dell'acqua appare piegato. L'estremità x della penna, interessata dall'energia radiante, si comporta come sorgente secondaria di radiazione ed emette raggi di luce in tutte le possibili direzioni dello spazio. Consideriamo adesso il percorso di due di questi raggi, evidenziati in rosso in figura. 
Tali raggi, in corrispondenza della superficie di discontinuità fra l'acqua e l'aria si piegano, allontanandosi dalla normale alla superficie condotta nel punto in cui i raggi stessi incidono. I raggi rifratti vengono catturati dall'occhio umano e l'intersezione dei loro prolungamenti determina un punto virtuale, indicato con y in figura, dal quale l'occhio umano ha la sensazione che provenga l'immagine. In altre parole, l'occhio dell'osservatore non vede l'estremità x della penna, ma una sua immagine virtuale, ottenuta dal prolungamento dei due raggi rifratti.
La rifrazione è responsabile degli arcobaleni e della scomposizione della luce bianca nei colori dell'arcobaleno che avviene quando la luce passa attraverso un prisma. Il vetro ha un alto indice di rifrazione rispetto all'aria e le diverse frequenze della luce viaggiano a velocità diverse (dispersione), causando la rifrazione dei colori a diversi angoli, e quindi la scomposizione. La differenza nella frequenza corrisponde nella diversità della tonalità.
Altri fenomeni ottici sono il miraggio e la fata Morgana. Questi sono causati dal cambiamento dell'indice di rifrazione in funzione della temperatura dell'aria.
Recentemente sono stati sviluppati alcuni metamateriali che hanno un indice di rifrazione negativo.

## Legge di Snell

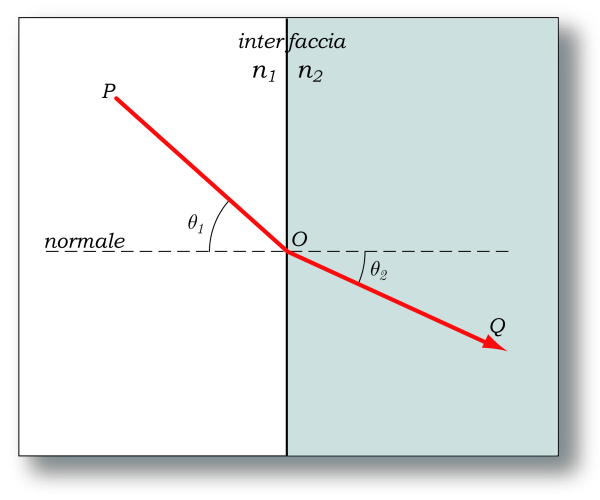
La rifrazione della luce all'interfaccia tra due mezzi con indice di rifrazione diverso.

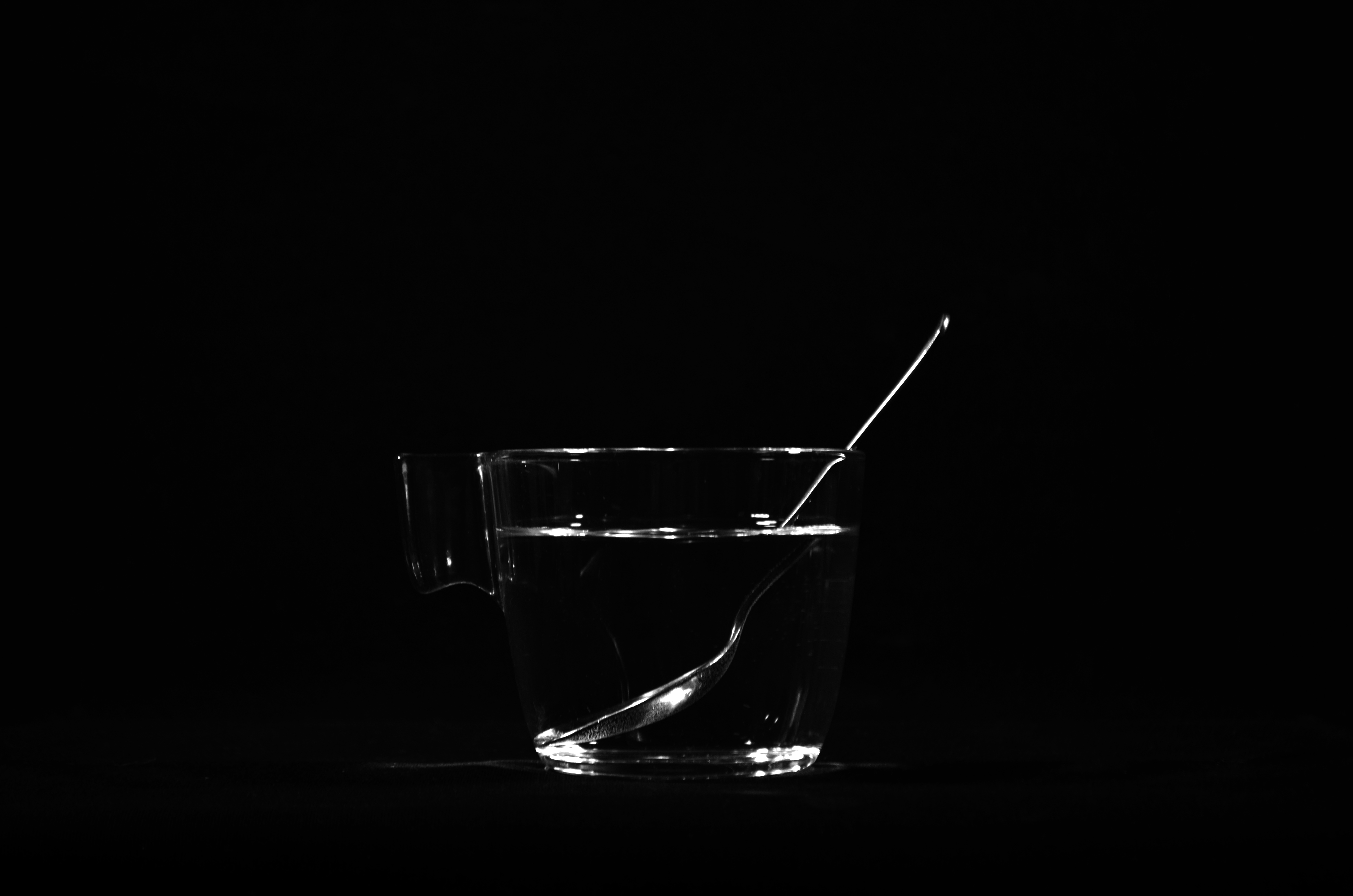
Rifrazione di un cucchiaino

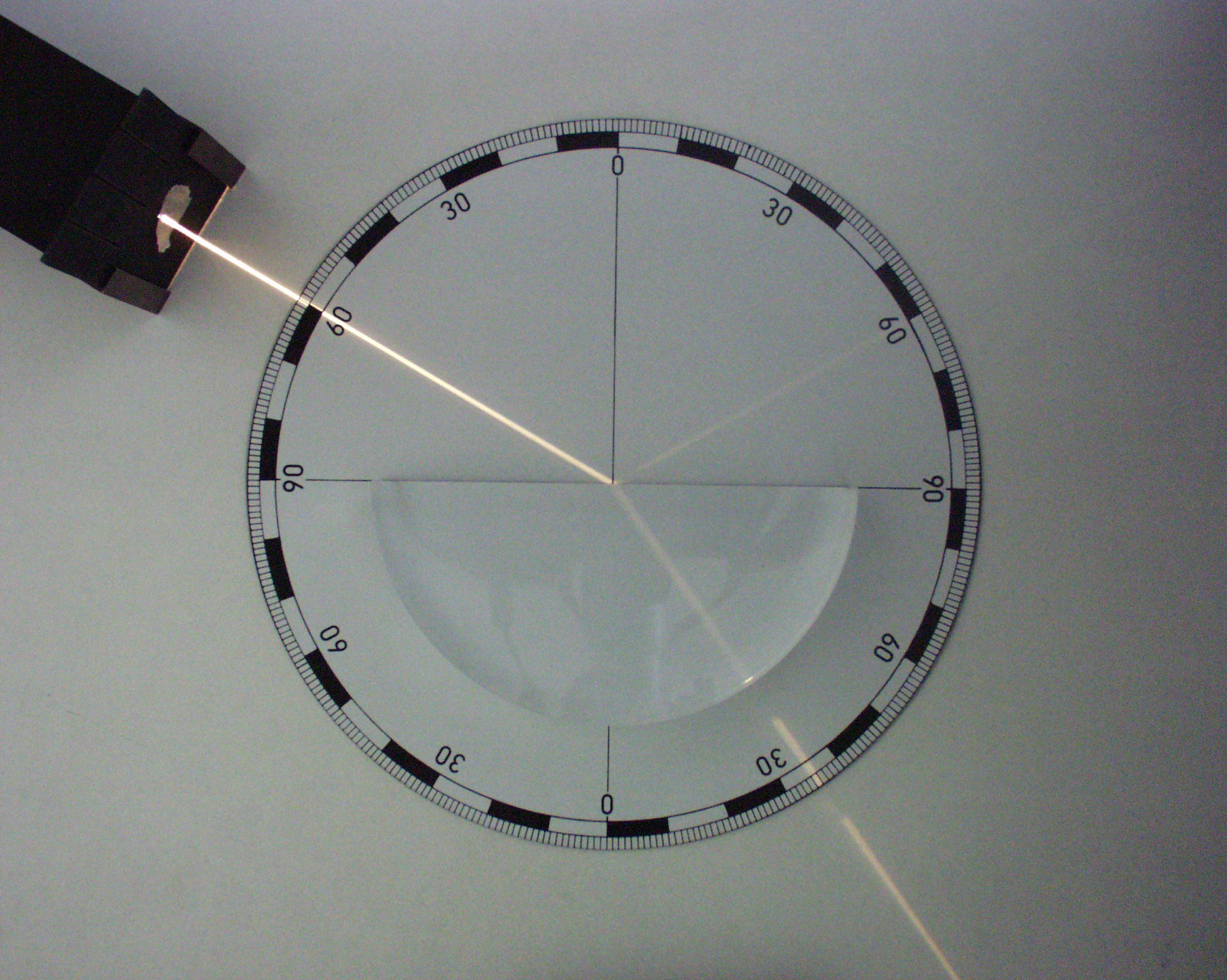
Rifrazione

La legge di Snell descrive quanto i raggi sono deviati quando passano da un mezzo a un altro. Se il raggio proviene da una regione con indice di rifrazione {\displaystyle n_{1}} ed entra in un mezzo con indice {\displaystyle n_{2}} gli angoli di incidenza {\displaystyle i} e di rifrazione {\displaystyle r} sono legati dall'espressione:
{\displaystyle {\frac {\sin i}{\sin r}}={\frac {v_{1}}{v_{2}}}={\frac {n_{2}}{n_{1}}}}
dove {\displaystyle v_{1}} e {\displaystyle v_{2}} sono le velocità nei mezzi.

## Rifrazione molare
Nel 1880 H.A. Lorentz e L.V. Lorenz introdussero il concetto di rifrazione molare relativamente a una mole di sostanza definendolo in base all'equazione
{\displaystyle R={\frac {n^{2}-1}{n^{2}+2}}V_{m}}
dove {\displaystyle R} è la rifrazione molare, {\displaystyle n} l'indice di rifrazione della sostanza e {\displaystyle V_{m}} il volume molare dato dal rapporto tra il peso molecolare e la densità del materiale in esame.
La rifrazione molare è una grandezza additiva ed è quindi ricavabile anche sommando i valori tabulati in letteratura relativi a singoli atomi e legami chimici che caratterizzano il composto in esame, il tutto in buon accordo coi dati sperimentali.
Lorentz e Lorenz correlarono anche il volume di polarizzabilità con la rifrazione molare a lunghezza d'onda infinita (frequenza della radiazione utilizzata uguale a zero) tramite l'equazione
{\displaystyle R_{0}={\frac {4}{3}}\pi N_{A}\alpha '}
dove {\displaystyle R_{0}} è la rifrazione molare a lunghezza d'onda infinita, {\displaystyle N_{A}} la costante di Avogadro e {\displaystyle \alpha '} il volume di polarizzabilità.

## In astronomia
In astronomia la rifrazione è dovuta allo spessore variabile dell'atmosfera che la luce di un astro deve attraversare per giungere all'osservatore, in base all'altezza dell'astro stesso sull'orizzonte. È nulla allo zenit e massima all'orizzonte, dove arriva a valori vicini a 30' (mezzo grado). È responsabile di diversi fenomeni osservabili anche ad occhio nudo, se si dispone di  un orizzonte perfetto (deserto, mare aperto). Tra questi:
- Lo schiacciamento verticale di Sole e Luna quando sono appena sorti o stanno per tramontare.
- Il sorgere "in anticipo" di una stella rispetto ai calcoli che non comprendono la rifrazione (o il suo tramontare "in ritardo").
- Il "curvare" delle tracce stellari delle stelle che sorgono o tramontano
- Il fatto che il Sole pare non sorgere esattamente a est agli equinozi

Al telescopio la rifrazione appare evidente anche per astri sino a circa 20° sull'orizzonte, e si manifesta come una sorta di "cromatismo verticale". Tale fenomeno è ovvio coi pianeti, e viene spesso scambiato per un difetto cromatico dello strumento.